# The Kingpins
Pour les articles homonymes, voir Kingpin.
The Kingpins, dont la vedette était Lorraine Muller - La Reine du Ska, était un groupe de ska québécois originaire de Montréal. La dernière tournée des Kingpins date de 2004, après laquelle les membres du groupe se sont retrouvés sous le nom Lo and the Magnetics, groupe fondé par Muller pour refléter le changement drastique de style musical depuis l'origine du groupe en 1994. Pendant ses dix années d'activité, le groupe a effectué des tournées au Canada, aux États-Unis, en France, Allemagne, Suisse, Belgique, Italie et Japon. Ils sont connus pour leurs rythmes dansants de ska et leurs chansons alternativement en anglais et en français.

## Discographie
- Plan of Action (2000)
- Let's Go to Work (1999)
- Lootin' Shootin' and Wailin' (single vinyle)
- Watch Your Back (1997)
- On the Run (1995) (CD single)